# اللهم
اللَّهُمَّ هو أسلوب نداء للدعاء، ومعناه «يا اللَّهُ»، وهو مصطلح إسلامي عربية لله الواحد، وكانت تُستخدم في الجاهلية قبل الإسلام أيضًا وكانت البسملة في الجاهلية تقال: «بسمك اللهم».
يجادل بعض النحويين مثل سيبويه بأنها اختصار «يَا اللَّهُ أُمَّنَا بِخَيْرٍ»، ويرى آخرون أن أصل (اللهم) الله والميم فيها عوض عن يا النداء.
قال البغوي في التفسير: اللهم معناه يا الله فلما حذف حرف النداء زيد الميم في آخره، وقال قوم: للميم فيه معنى، ومعناها «يَا اللَّهُ أُمَّنَا بِخَيْرٍ» أي: اقصدنا، حذف منه حرف النداء كقولهم: هلم الينا، كان أصله هل أم الينا، ثم كثرت في الكلام فحذفت الهمزة استخفافًا وربما خففوا أيضًا فقالوا: لاهم.